# Жигница (Мехединци)
Жигница (рум. Jignița) насеље је у Румунији у округу Мехединци у општини Казанешти. Oпштина се налази на надморској висини од 197 m.

## Становништво
Према подацима из 2002. године у насељу је живело 162 становника, од којих су сви румунске националности.